# Španie Pole
Španie Pole (in ungherese: Gömörispánmező) è un comune della Slovacchia facente parte del distretto di Rimavská Sobota, nella regione di Banská Bystrica.